# Boynton, East Riding of Yorkshire
Boynton är en ort och civil parish i Storbritannien.   Den ligger i kommunen East Riding of Yorkshire och riksdelen England, i den östra delen av landet, 290 km norr om huvudstaden London. Boynton ligger 31 meter över havet och antalet invånare är 229.
Terrängen runt Boynton är platt. Runt Boynton är det ganska tätbefolkat, med 139 invånare per kvadratkilometer. Närmaste större samhälle är Bridlington, 5,0 km öster om Boynton. Trakten runt Boynton består till största delen av jordbruksmark.